# Fritz Odemar
Fritz Odemar, född januari 1890 i Hannover, Kejsardömet Tyskland, död 6 juni 1955 i München, Västtyskland, var en tysk skådespelare inom teater och film. Odemar medverkade i över 150 tyska filmer. Han var far till skådespelaren Erik Ode.

## Filmografi, urval
- 1931 – Köpenick-Kaptenen
- 1931 – M
- 1932 – Bättre dag för dag
- 1932 – Jag vill ej veta vem du är!
- 1932 – Kärlekspensionatet
- 1933 – En viss Herr Gran
- 1933 – Kärlekshotellet
- 1933 – Vad hände i natt?
- 1933 – Viktor och Viktoria
- 1934 – Dolly på det hala
- 1935 – Kärlek och knockout
- 1935 – Två konungar
- 1939 – Första försöket
- 1941 – Axel tar chansen!
- 1941 – Storstädning i familjen
- 1941 – Vi ses igen, Franziska!
- 1941 – Vad kvinnor drömmer om våren
- 1948 – Film utan namn
- 1953 – Tre skojares bravader